# Stazione di Stoccarda Nürnberger Straße
La stazione di Stoccarda Nürnberger Straße (in tedesco Stuttgart Nürnberger Straße) è una stazione S-Bahn nel distretto di Bad Cannstatt a Stoccarda.

## Movimento
La stazione è servita dalle linee S2 e S3 della S-Bahn.